# 笈田ヨシ
笈田 ヨシ（おいだ ヨシ、Yoshi Oïda、1933年7月26日 - ）は、日本の俳優・演出家。旧芸名は笈田 勝弘。兵庫県神戸市出身。パリ在住。内外の舞台で活躍。

## 来歴・人物
甲南中学校・高等学校、慶應義塾大学文学部哲学科卒業。慶應義塾大学在学中、文学座に入団。劇団四季を経て、1968年にロンドンでピーター・ブルック演出の実験劇『テンペスト』に出演。
1970年にブルックが設立した国際演劇研究センター（CIRT）に参加。以後パリを拠点に、主に各国の劇場で活躍。著書に『俳優漂流』『見えない俳優』（五柳書院）がある。他に数カ国語の翻訳がある。
1990年代に笈田 ヨシ、あるいはヨシ 笈田に改名。
1992年にフランス芸術文化勲章シュバリエ受勲。以降2007年に同オフィシエ、2013年には同コマンドゥールを受勲。

## 主な出演作品

### 舞台
- マハーバーラタ (ピーター・ブルック演出)
- テンペスト (ブルック演出)
- ザ・マン・フー (ブルック演出)
- 春琴（初演）世田谷パブリックシアター 2008年2月21日 - 3月5日
- 春琴（再々演）世田谷パブリックシアター 2010年12月2日 - 11日
- 春琴（再々々演）世田谷パブリックシアター 2013年8月1日 - 10日
- 三人吉三（コクーン歌舞伎）2014年6月6日 - 28日
- Voyage à Tokyo (原作：小津安二郎監督『東京物語』) 初演 ドリアン・ロセル演出 Maison des arts et de la culture de Créteil クレテイユ 2016年10月13-15日 (その後フランス巡演)
- 綾の鼓　伊藤郁女・笈田ヨシ演出　ヨーロッパ・日本巡演　2020年初演
- Sleeping（原作　川端康成）セルジュ・ニコライ演出　ヨーロッパ巡演　2021年初演
- 笈田ヨシへの4つの質問　マキシム・クルヴェル演出　フランス巡演　2022年初演
- ジャンヌ　ヤン・アレグレ演出　フランス巡演　2023年初演

### 映画
- ピーター・ブルックのマハーバーラタ（1989年 フランス）
- 豪姫（1992年 松竹） - 豊臣秀吉 役
- Madame Butterfly (1995年 フランス／フレデリック・ミッテラン監督) - 蝶々夫人の父 役
- ピーター・グリーナウェイの枕草子（1996年 イギリス）
- アジアの瞳 Os Olhos da Ásia (1997年 ポルトガル 日本合作) - 中浦ジュリアン 役
- フェリーチェさん　Felice...Felice...（1998年 オランダ）映画祭上映
- あつもの（1999年 日活、シネカノン）『毎日映画コンクール』男優助演賞
- TAXi2（2000年 フランス）
- WASABI（2001年 フランス、日本合作）
- 最後の忠臣蔵（2010年） - 茶屋四郎次郎 役
- ノンストップ！ Opération Casablanca (2011年 フランス) TV5MONDEで放映
- 沈黙 -サイレンス-（2016年 アメリカ／マーティン・スコセッシ監督） - イチゾウ 役
- ラストレシピ〜麒麟の舌の記憶〜（2017年） - 楊晴明 役 [3]
- 駅までの道をおしえて（2019年） - フセコウタロー 役
- Adieu Paris（2021年　フランス／エドワルド・バエー監督）

### テレビドラマ
- 東京のプリンスたち（1959年12月10日、NET）
- 女警部ジュリー・レスコー (1994年シーズン3第5話(第9話) 甘い罠) - ラオ・イェン役
- 大仏開眼（2010年、NHK） - 行基 役
- 歸國（2010年8月14日、TBS） - 遠藤中将 役

## 主な演出作品

### 演劇
- チベットの死者の書（1982年）
- 神曲（ダンテ作　1982年）
- 砂の女（安部公房作　1995年）
- サド公爵夫人（三島由紀夫作　1996年）
- 勝負の終わり（ベケット作　1997年）
- 誤解（カミュ作　1999年）
- 秋の夢（ヨン・フォッセ作　2001年）
- Sang de Cerisiers　桜の血ー福島（イヴ・ボリニ作　2013年）
- 綾の鼓（能および三島由紀夫作品の現代化　2020年）

### オペラ
- ブリテン作曲：歌劇《カーリュー・リヴァー》（1999年エクサン・プロヴァンス音楽祭、仏国内巡演）
- ストラヴィンスキー作曲：歌劇《ナイチンゲール》／郭文景作曲：歌劇《The Village of the Wolf Cub》Opéra de Rouen Normandie (ルーアン)
- マーラー作曲：歌曲集《大地の歌》（2002年）
- フィリップ・マヌリ作曲：室内歌劇《境界線》初演 La Frontière (2003年／Théâtre des Bouffes-du-Nord パリ、巡演：オルレアン、ルーアン、ストラスブール、ローザンヌ、クレルモン＝フェラン、メス）
- ヴェルディ作曲：歌劇《ナブッコ》（2006年）
- シューベルト作曲：歌曲集《冬の旅》（2007年）
- ブリテン作曲：歌劇《ヴェニスに死す》Death in Venice（2007年）
- フランツ・ヨーゼフ・ハイドン作曲：歌劇《月の世界》(2008年／レンヌ、ナント、アンジェ、ルクセンブルク)
- モーツァルト作曲：歌劇《ドン・ジョヴァンニ》（2009年）
- モーツァルト作曲：歌劇《イドメネオ》（2010年）
- フィリップ・マヌリ作曲：歌劇《グーテンベルクの夜》La Nuit de Gutenberg (2011年) ライン国立オペラ(ストラスブール)委託作品、初演
- ジェローム・コンビエ作曲：歌劇《大地と灰》Terre et cendres (2012年) リヨン歌劇場委託、初演
- ヴォーン・ウィリアムズ作曲：歌劇《天路歴程》The Pilgrim's Progress (2012／ENO)
- ビゼー作曲：歌劇《真珠採り》（2012年／オペラ・コミック座) TV収録はNHK放映済み
- ブリテン作曲：歌劇《ピーター・グライムズ》（2014年）
- プッチーニ作曲：歌劇《蝶々夫人》（2016年）[4]
- ダヴィッド・ラング作曲　歌劇《Note to a friend》（2023年）ニューヨーク・東京

### ダンス
- The Maids（ジャン・ジュネ作《女中たち》を元に　2001年）
- Le Vent Divin - kamikaze（2012年）
- 綾の鼓（2023年）

## 著作
- 「マハーバーラタ」 ジャン＝クロード・カリエール、笈田勝弘・木下長宏 訳 白水社、1987年
- 「俳優漂流」（初版は笈田勝弘、再版（2013年）はヨシ笈田 表記、五柳書院・五柳叢書、1989年）
- 「見えない俳優」（笈田ヨシ、五柳書院・五柳叢書、2019年）
- 「An Actor Adrift」 (Methuen Drama Publishing, London, England 1992年）
- 「The invisible Actor」 (Methuen Drama Publishing, London, England 1998年）
- 「An Actor's Tricks」 (Methuen Drama Publishing, London, England 2008年）